# Pteris bella
Pteris bella är en kantbräkenväxtart som beskrevs av Tag. Pteris bella ingår i släktet Pteris och familjen Pteridaceae. Inga underarter finns listade.